# 新紅史
《新紅史》（全名《王統幻化之鑰新紅史》，威利轉寫：Deb ter dmar po gsar ma）是西元1538年班欽·索南扎巴依據《紅史》所寫的通史，內容以西藏歷史為主，有中文與英文譯本。
本書包括七個部分：印度王統、香巴拉王統、漢地歷朝帝王傳承、蒙古王統、西夏王統、吐蕃王統及吐蕃分裂時期各地強大氏族。
1971年義大利藏學家杜齊翻譯出版本書英譯本Deb Ther Dmar Po Gsar Ma. Tibetan Chronicles。1984年黄颢翻譯出版簡體字譯本《新紅史》。2006年大千出版社出版黄颢譯繁體字版。